# Lei Tingjie
Lei Tingjie (en chino simplificado, 雷挺婕; pinyin, Léi Tǐngjié, nacida el 13 de marzo de 1997) es una gran maestro de ajedrez chino. Ganó el Campeonato de Ajedrez Chino Femenino en 2017.

## Carrera
En 2014, Lei ganó el 4.º Torneo de Maestros Femenino de China en Wuxi en el desempate contra Ju Wenjun y la FIDE le otorgó el título de Gran Maestra Femenina (WGM o GMF). En 2015, ganó el evento abierto femenino del Abierto de Moscú, por delante de la campeona mundial juvenil femenina Aleksandra Goryachkina. Lei compitió en el Campeonato Mundial Femenino de Ajedrez de 2015, donde fue eliminada en la segunda ronda por la cabeza de serie principal Humpy Koneru . En diciembre de 2015, Lei empató del 1.º al 5.º lugar con Alexander Zubarev, Olexandr Bortnyk, Jure Skoberne y Maximilian Neef en el 32º Abierto Internacional de Böblingen con 7/9 puntos.
En 2016, jugó en el equipo chino ganador de la medalla de oro en el evento femenino de la Copa Asiática de Naciones en Dubái. Recibió el título de Gran Maestra en marzo de 2017. En junio, Lei ganó el sexto Torneo de Maestros de Mujeres Chinas en Wuxi, por delante de la Campeona Mundial Femenina Tan Zhongyi. En diciembre, Lei se llevó la medalla de plata en el Campeonato Mundial Femenino de Ajedrez Rápido en Riyadh.
En enero de 2018, Lei ganó el 43.er Abierto Internacional de Ajedrez de Sevilla.
Ganó el Gran Torneo Suizo Femenino de la FIDE 2021 y se aseguró un lugar en el Torneo de Candidatas Femeninas 2023.